# Йонен
Йонен (нем. Jonen) — коммуна в Швейцарии, в кантоне Аргау.
Входит в состав округа Бремгартен. Население составляет 1733 человека (на 31 декабря 2007 года). Официальный код — 4071.

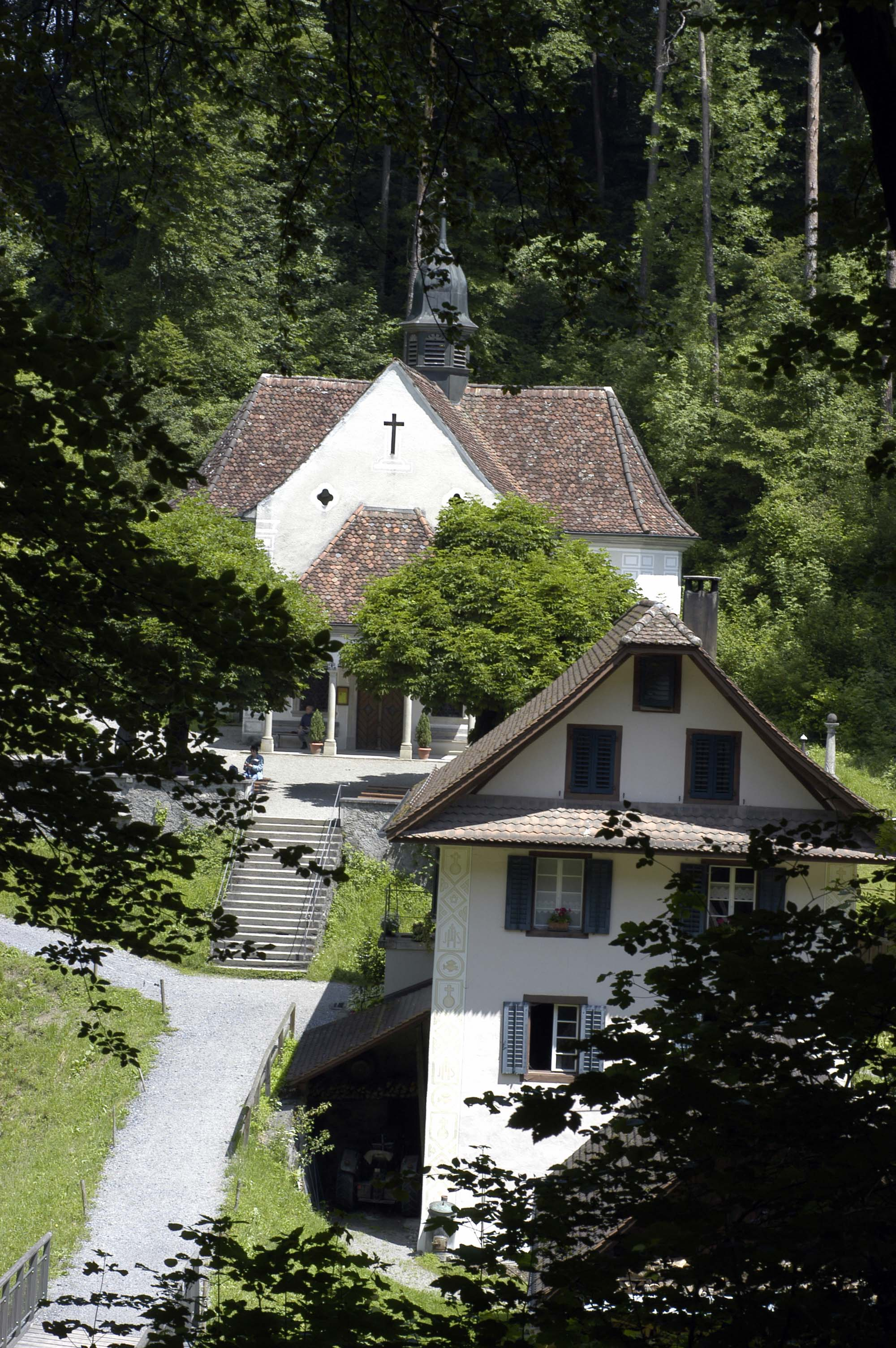
Часовня в долине Йоненталь